# Micsiki Rjúdzsi
Micsiki Rjúdzsi (Nagaszaki, 1973. augusztus 25. –) japán válogatott labdarúgó.
A japán válogatott tagjaként részt vett az 1996-os Ázsia-kupán.

## Statisztika
| Japán válogatott | Japán válogatott | Japán válogatott |
| Időszak          | Mérk.            | gól              |
| ---------------- | ---------------- | ---------------- |
| 1996             | 1                | 0                |
| 1997             | 3                | 0                |
| Összesen         | 4                | 0                |